# Justin Baldoni
Justin Louis Baldoni (ur. 24 stycznia 1984 w Los Angeles w stanie Kalifornia) – amerykański aktor i reżyser.

## Filmografia

### Filmy
- 2005: Yesterday's Dream jako Pat
- 2005: The Helix... Loaded jako Jason
- 2008: House Bunny jako kelner
- 2009: The Forgotten Ones jako Peter
- 2012: Undercover Bridesmaid jako Jake
- 2013: Not Today jako Eli
- 2015: Minkow jako Młody Barry
- 2019: Five Feet Apart - reżyseria
- 2020: Clouds - reżyseria
- 2024: It Ends with Us - reżyseria

### Seriale telewizyjne
- 2004: Żar młodości jako Ben
- 2005: JAG: Wojskowe Biuro Śledcze jako Azzam
- 2005: Czarodziejki jako Salko
- 2005-2006: Everwood jako  Reid Bardem
- 2007: CSI: Kryminalne zagadki Miami jako Damon Argento
- 2008: Nie ma to jak hotel jako Diego
- 2009: Herosi jako Alex Woolsey
- 2010: Moda na sukces jako Graham Darros
- 2010: CSI: Kryminalne zagadki Nowego Jorku jako Heath Kirkfield
- 2013: Happy Endings jako Marcus
- 2014–2019: Jane the Virgin jako Rafael Solano (główna rola)
- 2017: Madam Secretary jako Kevin Park